# Méaudre
Méaudre – miejscowość i dawna gmina we Francji, w regionie Owernia-Rodan-Alpy, w departamencie Isère. W 2013 roku jej populacja wynosiła 1459 mieszkańców. 
W dniu 1 stycznia 2016 roku z połączenia dwóch ówczesnych gmin – Autrans oraz Méaudre – utworzono nową gminę Autrans-Méaudre en Vercors. Siedzibą gminy została miejscowość Méaudre. 